# Barna Mihály (katolikus pap)
Barna Mihály (18. század) a varsói szeminárium aligazgatója.

## Élete
Bodzásújfalun született, a pesti papnevelő intézetben volt növendék pap; később a varsói egyházkerületben katolikus lelkész, livóniai kanonok és a varsói szeminárium aligazgatója.

## Munkái
1. Oratio funebris in obitum Friderici Ludovici Borussiorum principis… Varsó, 1797 (Ezen munkájáért és más értekezéseiért, melyeket a porosz királynak küldött, ettől sajátkezűleg írt elismerő levelet kapott.)
2. Carmen gratulatorium quod ill. ac. rev. dno Josepho Olechowski episcopo Uranopolitano… obtulit (Krakkó, 1802)
3. Carmen jubilaeum quod dno Francisco Frasmo Preiss ecclesiae collegiatae Kielcensis canonico… obtulit. (Uo., 1802)
4. Felicibus auspiciis et meritis ill. ac. rev. dni Andreae Szabó, primi episcopi Cassoviensis profundo cum veneraminis cultu dedicat et consecrat. Sárospatak (1810)